# トンカツラーメン

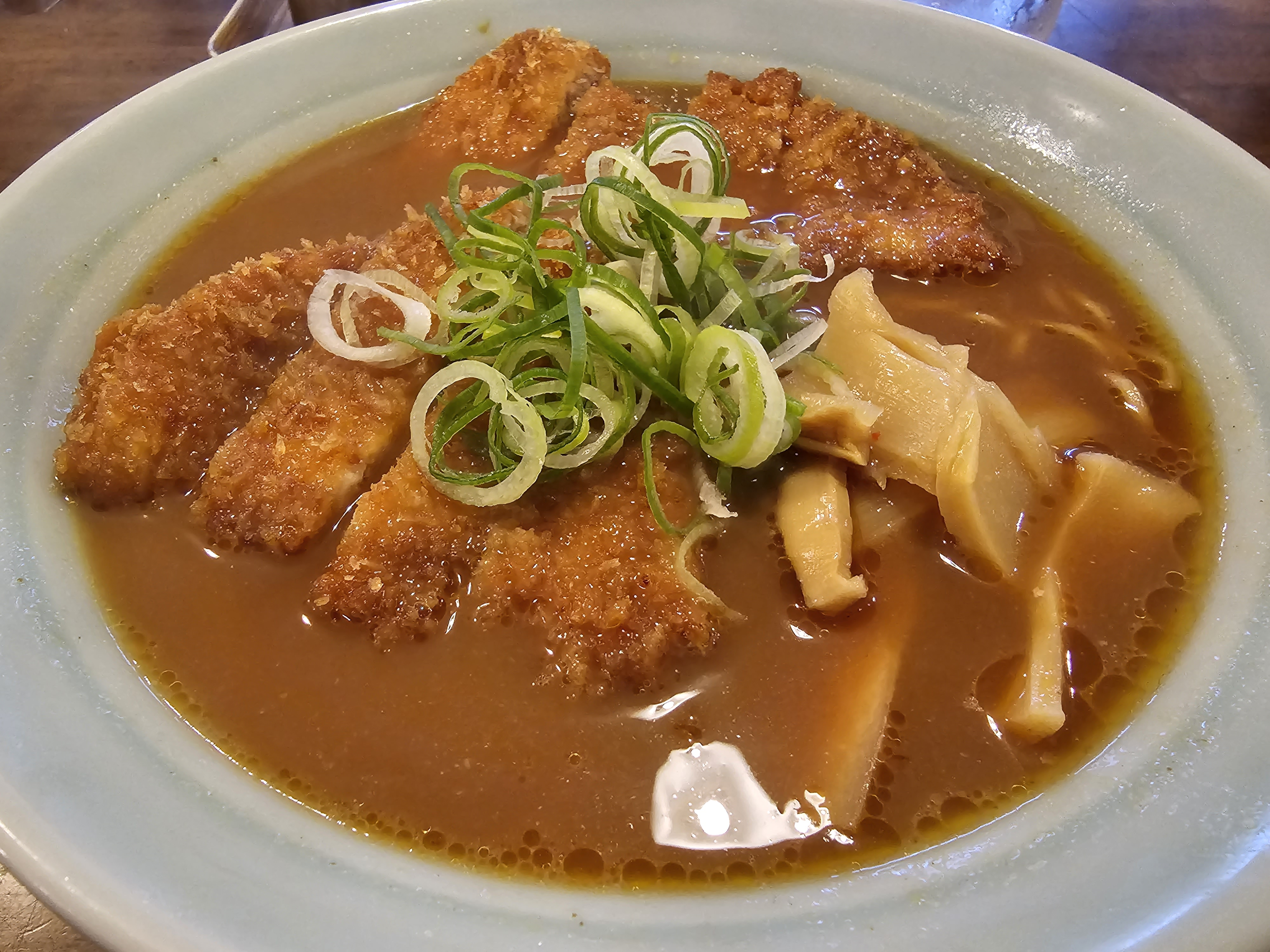
中華そば「一仙」のトンカツラーメン（岡山市）

トンカツラーメン、またはカツラーメン、カツそば、かつそばとは、ラーメンの具材としてトンカツを乗せたもの。岡山市のご当地ラーメンである。なお、岡山ではラーメンを「中華そば」という名で提供することも多く、この場合の「そば」は日本蕎麦ではなく中華蕎麦の意となる。
トンカツをラーメンに乗せること自体は、岡山市に限った話でもなく、日本各地に提供する店が存在する。ラーメンとトンカツの両方を提供する店では必然的に生まれるとも言われるが、複数店が存在する地域は少ない。

## 歴史
長らくトンカツラーメンについて取材を重ねた『タウン情報おかやま』編集者は、トンカツラーメンが定着した時期として、第二次世界大戦後に洋食文化が広がった高度成長期の時代ではないかと推測している。岡山市の「中華そば 一元」では「とんかつそば」の名でトンカツラーメンを提供しているが、昭和40年頃にはメニューにあったと証言している。
発祥についても定かではないが以下のような説がある。
- ラーメンは労働者が食べる安価なメニューであったが、これに当時は高価なメニューであったトンカツを乗せて贅沢な気分を味わった。
- 岡山市の老舗ラーメン店創業者が「東京ではトンカツをラーメンにのせる」という情報を耳にして試した。

岡山市にはデミカツ丼も古くからご当地グルメとして食べられており、他県よりトンカツが好きな県民性でもあるのかもしれないと、タウン情報おかやま編集者は想像している。
雑誌やテレビ番組で、岡山の隠れ名物としてトンカツラーメンが特集された。笠岡ラーメンと共に、トンカツラーメンを新たに岡山市のご当地ラーメンとして位置づける動きもある。